# 59388 Моно
59388 Моно́ (59388 Monod) — астероїд головного поясу, відкритий 24 березня 1999 року.
Тіссеранів параметр щодо Юпітера — 3,515.